# Pamandzi

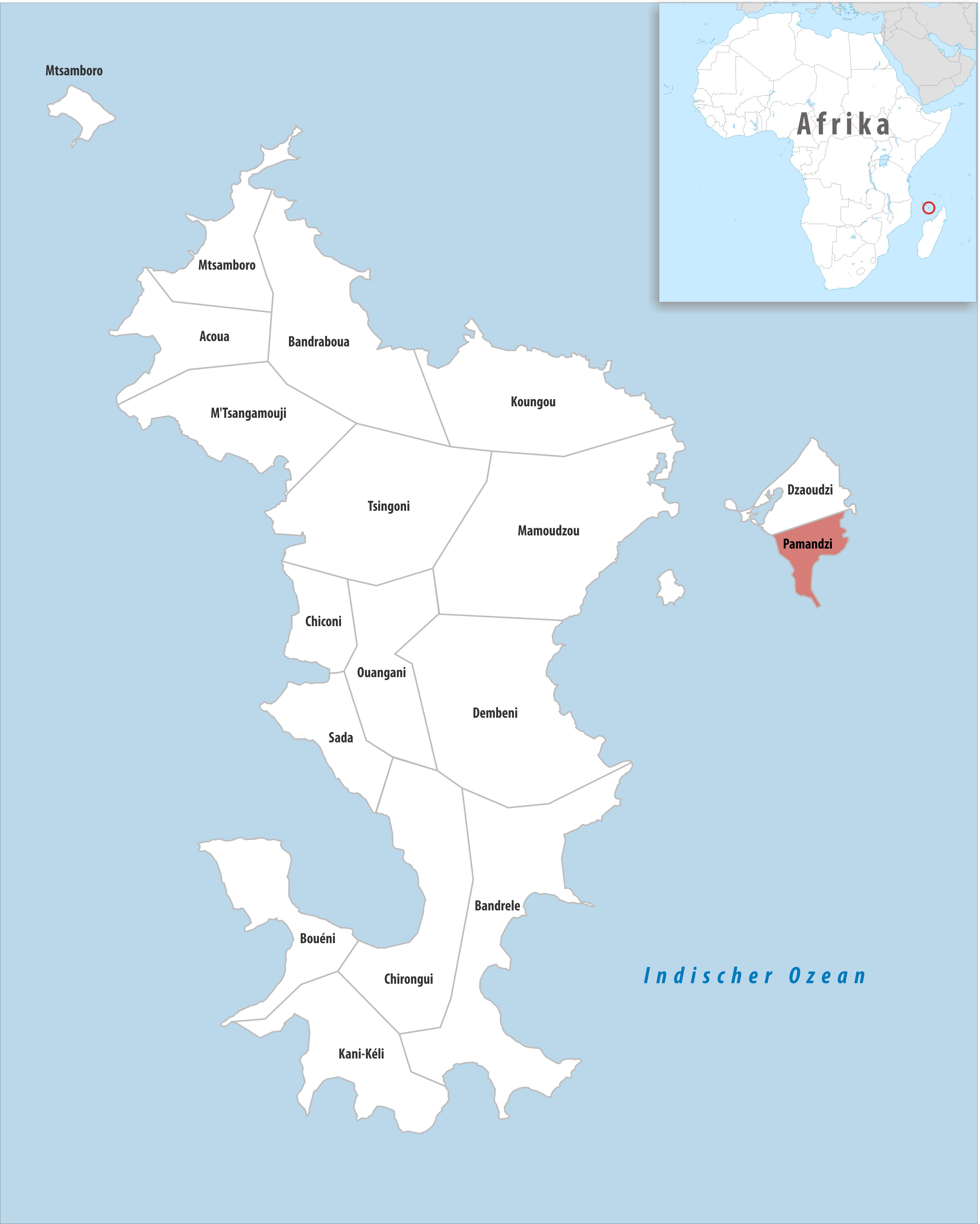
Kommunen Pamandzis läge i Mayotte.

Pamandzi är en kommun i det franska utomeuropeiska departementet Mayotte i Indiska oceanen. År 2017 hade Pamandzi 11 442 invånare.

## Byar
Kommunen Pamandzi delas till skillnad från övriga kommuner på Mayotte inte i några byar.